# Bärbel Fuhrmann
Pour les articles homonymes, voir Fuhrmann.
Bärbel Fuhrmann, née le 29 mars 1940 à Breslau (État libre de Prusse), est une nageuse est-allemande spécialiste du papillon. Elle est médaillée de bronze en relais aux Jeux de 1960.

## Carrière
Bärbel Fuhrmann participe aux Jeux olympiques d'été de 1960 où elle termine 9e du 100 m papillon avant de remporter une médaille de bronze sur le 4 x 100 m 4 nages avec Ingrid Schmidt, Ursula Küper et Ursel Brunner.

## Palmarès
| Date | Compétition     | Lieu | Place | Course            |
| ---- | --------------- | ---- | ----- | ----------------- |
| 1960 | Jeux olympiques | Rome | 3e    | 4 x 100 m 4 nages |